# Hooglede
Hooglede là một đô thị ở tỉnh Tây Flanders. Đô thị này gồm các thị trấn Gits and Hooglede proper. Tại thời điểm ngày 1 tháng 1 năm 2006, Hooglede có dân số 9.831 người. Tổng diện tích là 37,84 km² với mật độ dân số là 260 người trên mỗi km².